# Fiordo di Harriman
Il fiordo di Harriman (Harriman Fjord in inglese) è un canale marino situato nell'Alaska (Stati Uniti) nel Census Area di Valdez-Cordova.

## Dati fisici
Il fiordo si trova nella parte settentrionale dello Stretto di Prince William (Prince William Sound) all'interno della Foresta Nazionale di Chugach (Chugach National Forest). Ha un orientamento sud-ovest / nord-est, è lungo circa 19 km e largo fino a 2 chilometri. Inizia dallo stretto di Doran (Doran Strait) e termina presso la fronte del ghiacciaio marino Harriman (Harriman Glacier). Al suo interno si trovano le baie di Surprise e di Serpentine entrambe posizionate nella parte settentrionale del canale..
Il Monte Doran forma una penisola, posizionata a sud del fiordo, che divide l'Harriman Fjord dal braccio di mare Port Wells. Inoltre lo stretto di Doran divide il fiordo Harriman dalla baia di Barry (Barry Arm).

### I ghiacciai del fiordo
I principali ghiacciai del fiordo sono:
| Nome del ghiacciaio | Quota alle coordinate indicate (m s.l.m.) | Coordinate             | Ubicazione del ghiacciaio                                          |
| ------------------- | ----------------------------------------- | ---------------------- | ------------------------------------------------------------------ |
| Surprise Glacier    | 713                                       | 61°01′05″N 148°29′46″W | a ovest del lato settentrionale (condivide la fronte con Stairway) |
| Stairway Glacier    | 924                                       | 61°04′37″N 148°29′15″W | a ovest del lato settentrionale (condivide la fronte con Surprise) |
| Baker Glacier       | 1.141                                     | 61°04′53″N 148°21′52″W | al centro del lato settentrionale                                  |
| Penniman Glaciers   | 1.208                                     | 61°05′42″N 148°20′24″W | al centro del lato settentrionale                                  |
| Serpentine Glacier  | 553                                       | 61°07′41″N 148°16′02″W | a est del lato settentrionale                                      |
| Toboggan Glacier    | 561                                       | 61°00′55″N 148°16′47″W | al centro del lato meridionale                                     |
| Wedge Glacier       | 588                                       | 60°57′31″N 148°23′25″W | al centro del lato meridionale                                     |
| Harriman Glacier    | 488                                       | 60°56′14″N 148°31′47″W | a ovest del lato meridionale                                       |
| Cataract Glacier    | 976                                       | 61°01′39″N 148°25′23″W | a ovest del lato meridionale                                       |

### I monti vicini al fiordo
Il fiordo è circondato dai seguenti monti (tutti appartenenti al gruppo montuoso del Chugach):
| Nome del monte | Altezza (m s.l.m.) | Coordinate             | Ubicazione del monte                         |
| -------------- | ------------------ | ---------------------- | -------------------------------------------- |
| Mount Muir     | 2.091              | 61°06′29″N 148°22′42″W | sul lato settentrionale                      |
| Mount Doran    | 1.057              | 61°01′11″N 148°14′22″W | sul lato meridionale                         |
| Mount Gilbert  | 2.682              | 61°10′21″N 148°16′06″W | sul più internamente sul lato settentrionale |

## Storia
Il nome è stato riportato per la prima volta nel 1899 dai membri della spedizione scientifica Harriman Alaska Expedtion ed è stato dato in onore del suo sponsor principale Edward Harriman (un magnate delle ferrovie americane).
Il fiordo Harriman contiene più di una dozzina di ghiacciai il più grande dei quali è il ghiacciaio Harriman. Ad eccezione di quest'ultimo, tutti gli altri ghiacciai del fiordo hanno lunghe storie di ritiri dall'inizio del 1900 ad oggi. Questi ghiacciai furono mappati per la prima volta nel 1899 da parte della spedizione scientifica "Harriman" (Harriman Alaska Expedtion). Prima ancora furono descritti dall'esploratore britannico George Vancouver (King's Lynn, 22 giugno 1757 – Richmond upon Thames, 10 maggio 1798) nel 1794. Testimonianze della fine del XIX secolo documentano che l'entrata del fiordo (stretto di Doran) era quasi completamente bloccato dai ghiacciai del braccio di mare Barry (Barry Arm).

## Accessi e turismo
Il fiordo è raggiungibile solamente via mare da Whittier (circa 60 km circa via mare e 26 km via aerea) a da Valdez (oltre 150 km circa via mare). Durante la stagione turistica sono programmate diverse escursioni via mare da Whittier per visitare soprattutto il ghiacciaio Surprise e quelli vicini.

## Alcune immagini del fiordo

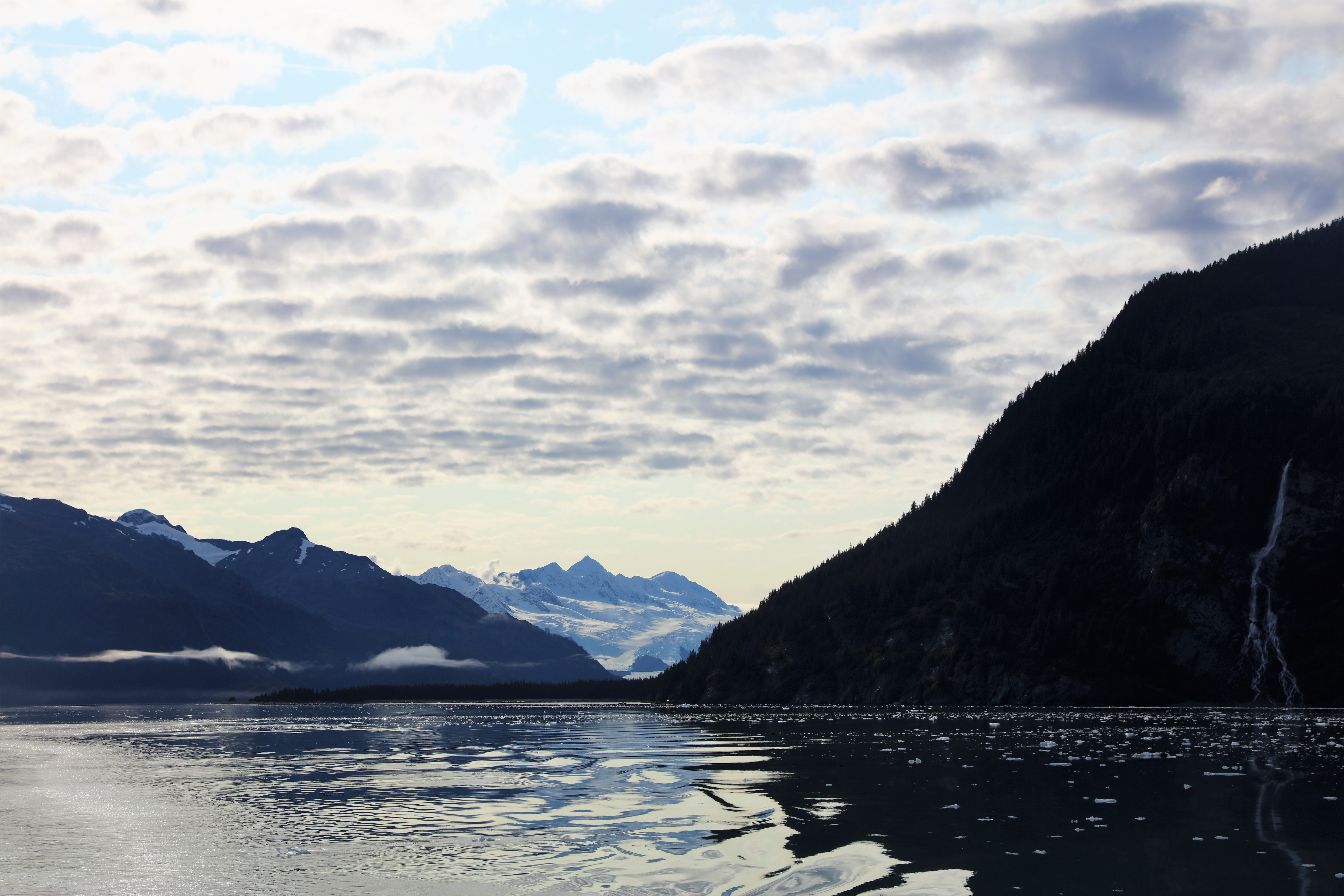
Il fiordo dallo stretto Doran
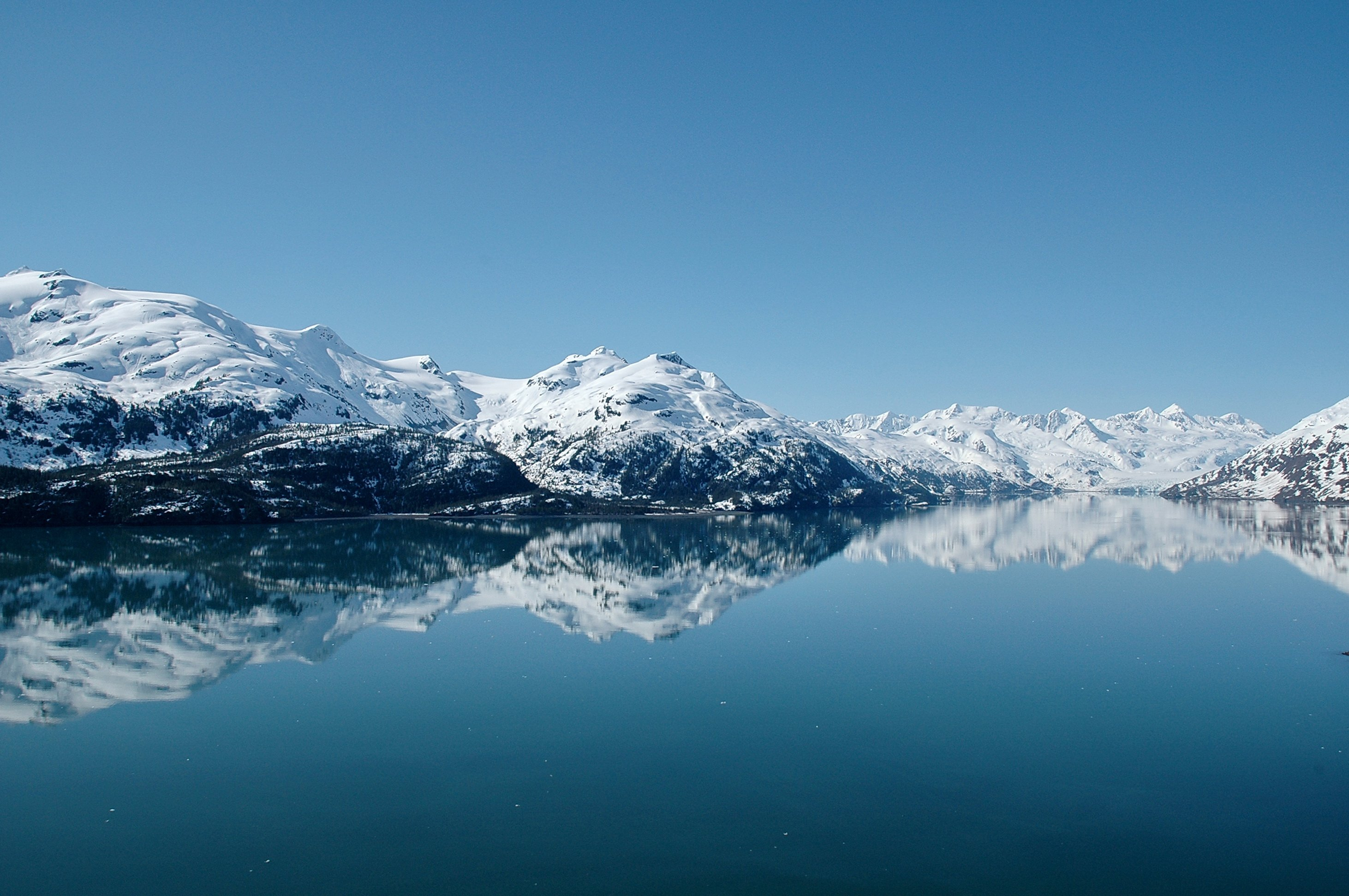
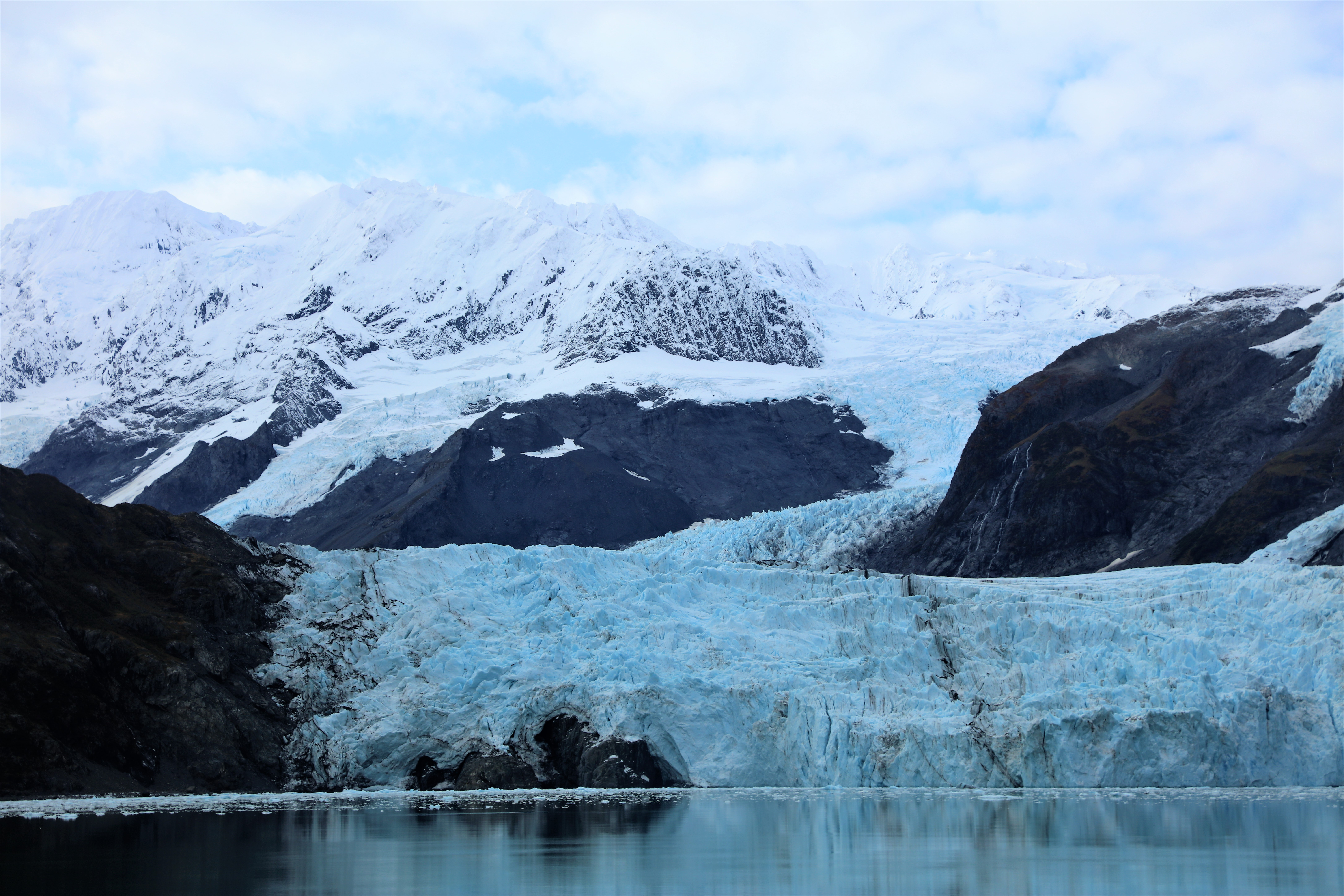
Il ghiacciaio Surprise (a sinistra)
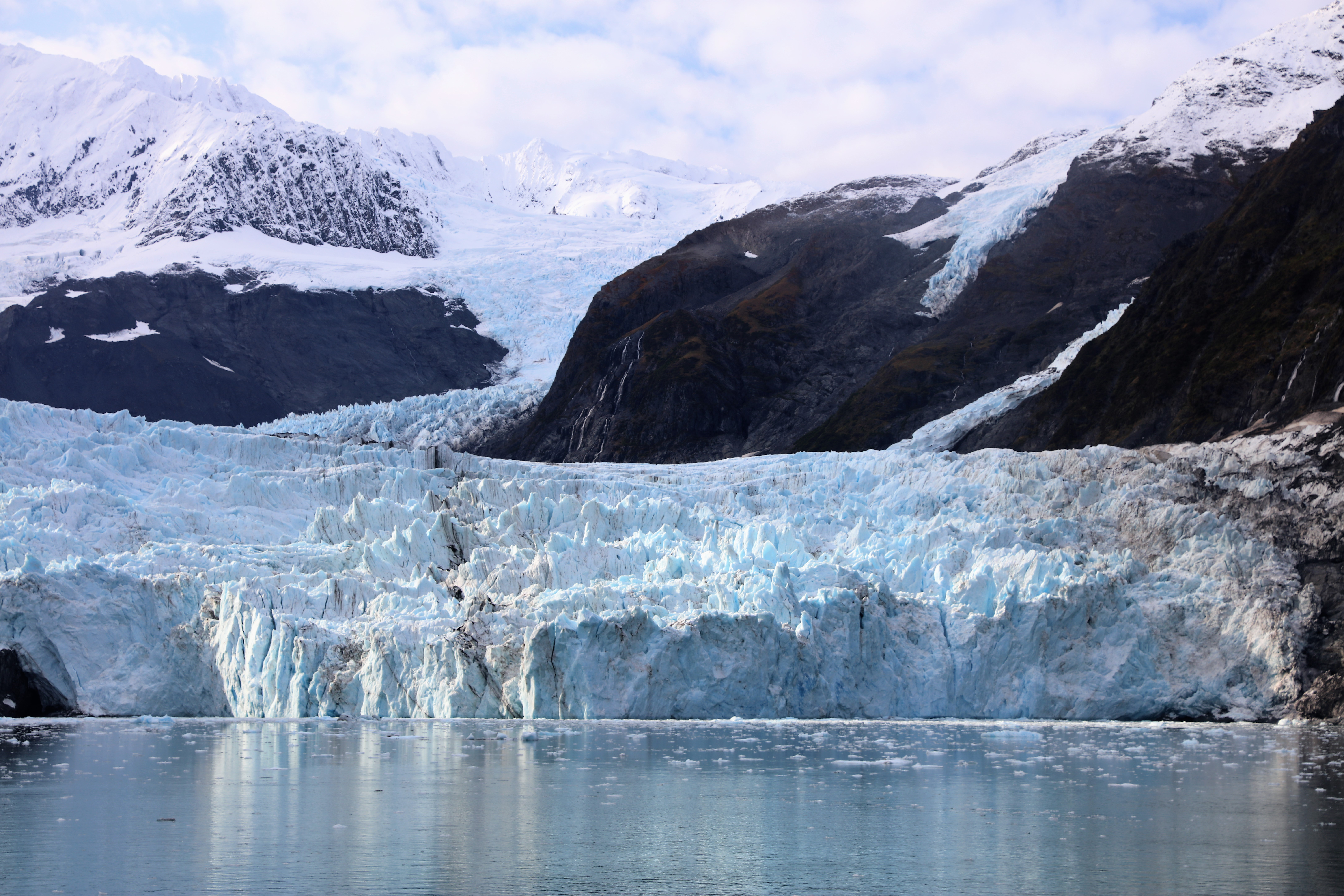
Il ghiacciaio Stairway (a destra)
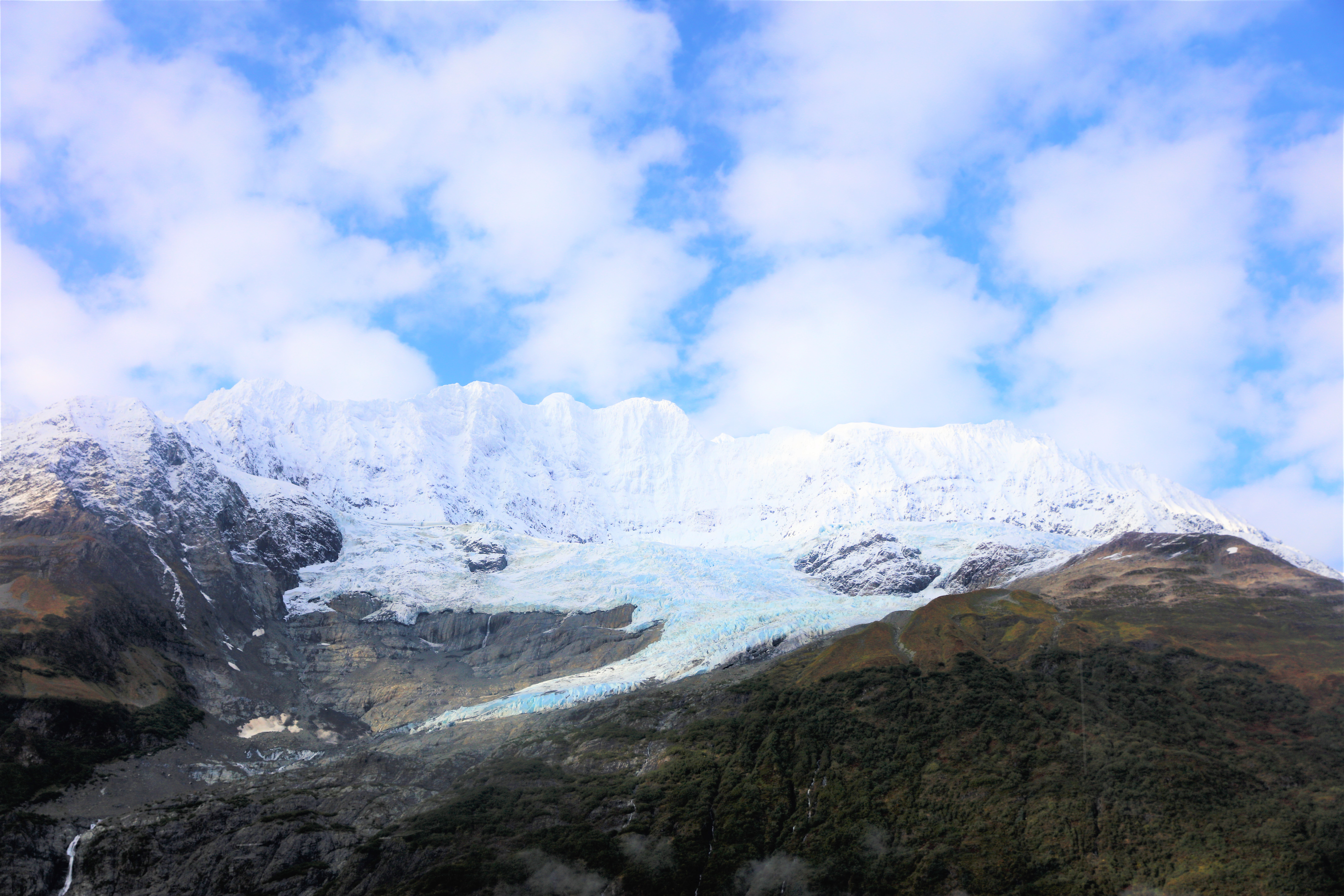
Il monte Muir e il ghiacciaio Baker
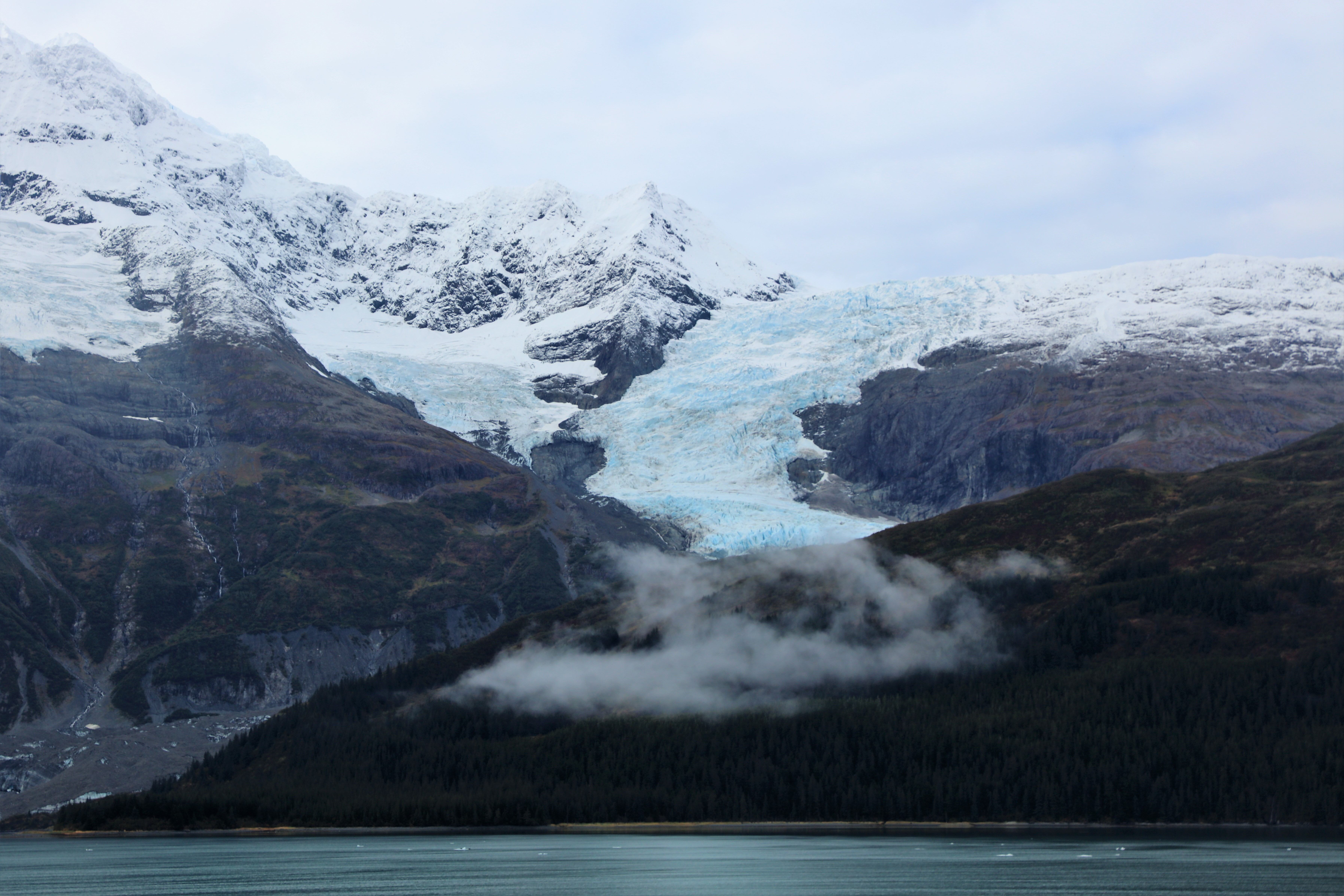
Il ghiacciaio Serpentine
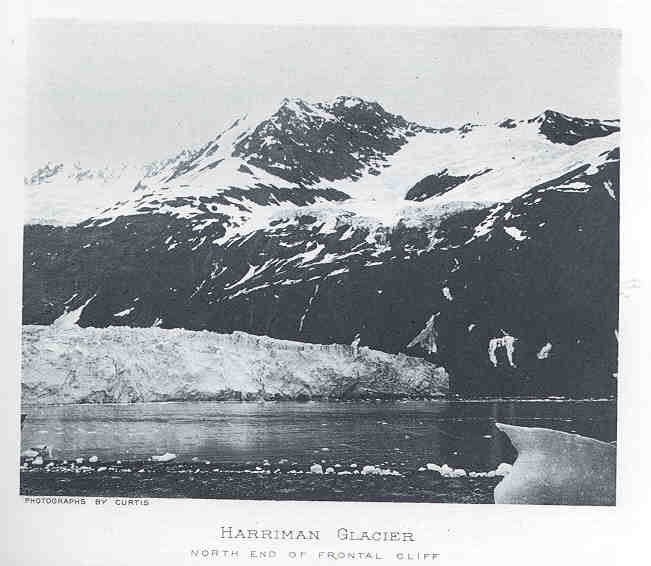
Il ghiacciaio Harriman
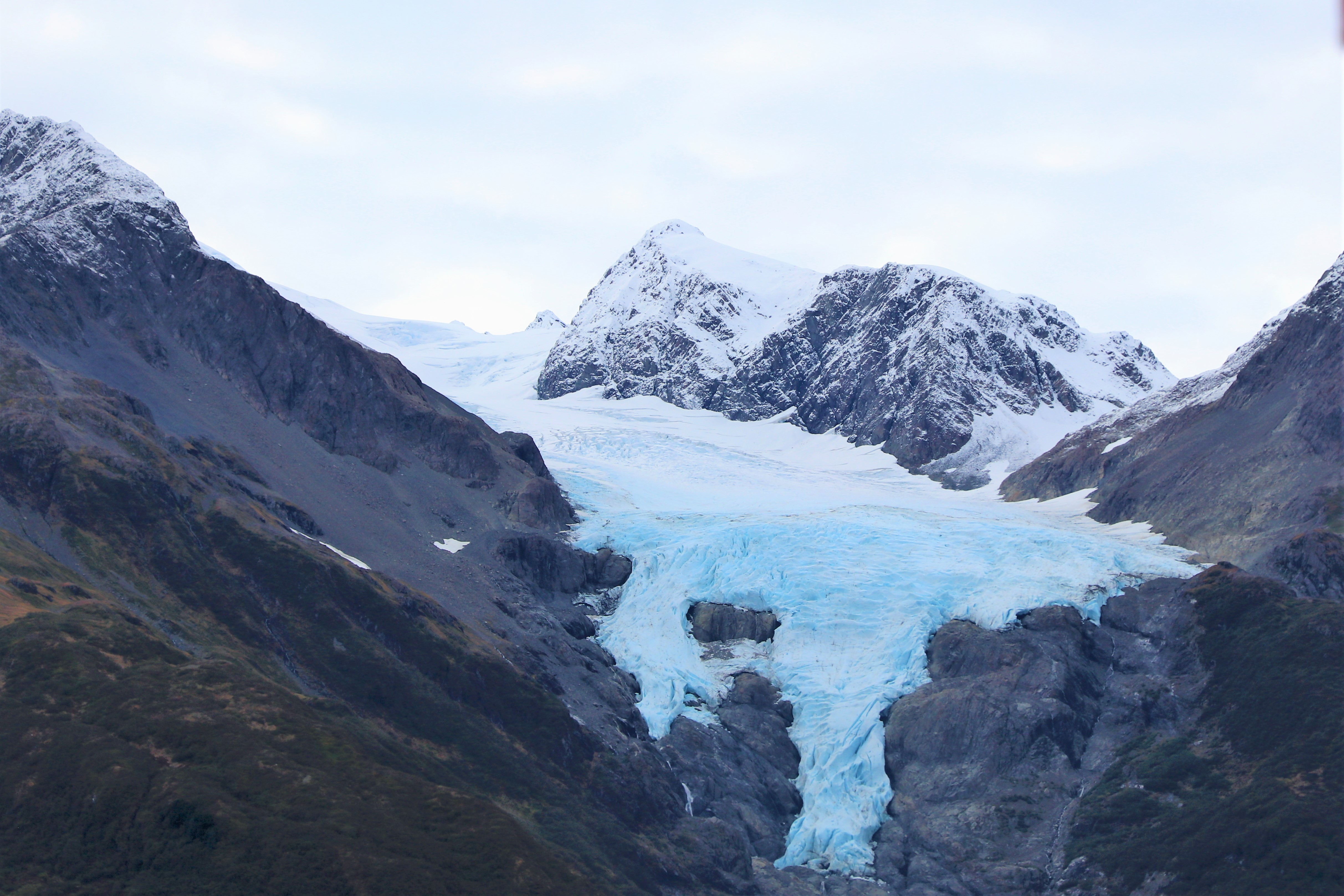
Il ghiacciaio Cataract
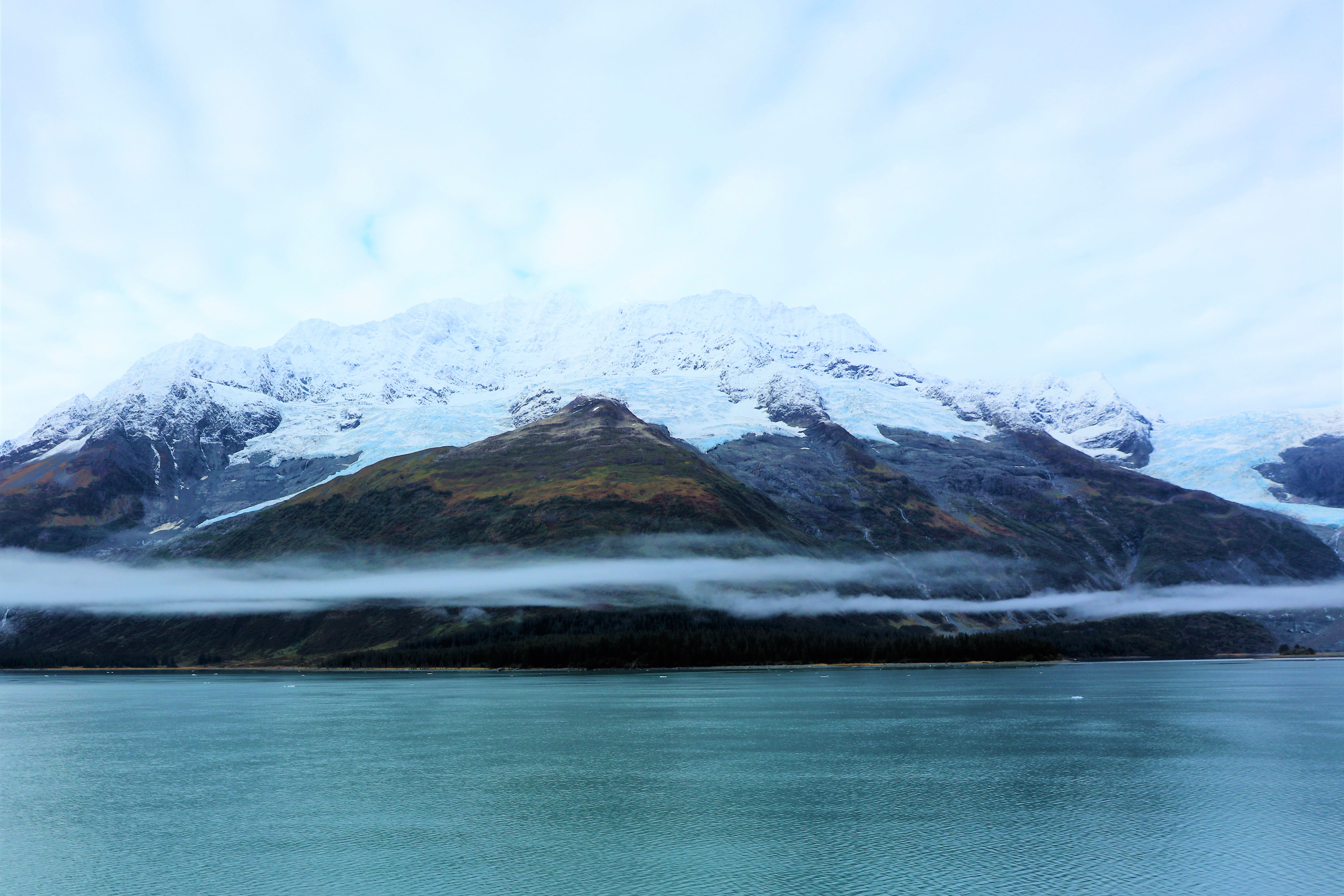
I ghiacciai Penniman (a destra)